# Клепаня
Клепаня — суконна шапка з хутром, яку носили гуцули та карпатські горяни. Така шапка мала околицю з лисячого хутра, а також клапани, які можна було піднімати вверх або в холодну погоду опускати і зав'язувати під бородою. Клепаню носили коломийські горяни та підгоряни, тому і саму шапку часто називали — коломийською.